# Tilhar
Tilhar es una ciudad y municipio situada en el distrito de Shahjahanpur en el estado de Uttar Pradesh (India). Su población es de 61444 habitantes (2011). 

## Demografía
Según el censo de 2011 la población de Tilhar era de 61444 habitantes, de los cuales 31908 eran hombres y 29536 eran mujeres. Tilhar tiene una tasa media de alfabetización del 50,77%, inferior a la media estatal del 67,68%: la alfabetización masculina es del 55,53%, y la alfabetización femenina del 45,63%.